# Didymella rubitingens
Didymella rubitingens är en svampart som först beskrevs av A. Bloxam, och fick sitt nu gällande namn av Mordecai Cubitt Cooke 1892. Didymella rubitingens ingår i släktet Didymella, ordningen Pleosporales, klassen Dothideomycetes, divisionen sporsäcksvampar och riket svampar.   Inga underarter finns listade i Catalogue of Life.